# Normaler Operator
In der Funktionalanalysis verallgemeinert der normale Operator den Begriff der normalen Matrix aus der linearen Algebra.

## Definition
Ist {\displaystyle X} ein Hilbertraum und bezeichnet {\displaystyle {\mathcal {L}}(X)} die Menge aller stetigen Endomorphismen von {\displaystyle X}, so heißt ein Operator {\displaystyle A\in {\mathcal {L}}(X)} normal, falls er mit seinem adjungierten Operator {\displaystyle A^{\ast }} kommutiert, also wenn
{\displaystyle AA^{\ast }=A^{\ast }A}
gilt.

## Beispiele
- Selbstadjungierte und unitäre Operatoren sind offenbar normal.
- Der unilaterale Shift ist ein Beispiel für einen nicht-normalen Operator.

## Eigenschaften
Sei {\displaystyle A\in {\mathcal {L}}(X)} ein normaler Operator. Dann gilt:
- {\displaystyle \|Ax\|=\|A^{\ast }x\|} für alle {\displaystyle x\in X}
- {\displaystyle \|Ax\|^{2}\leq \|A^{2}x\|\|x\|} für alle {\displaystyle x\in X}
- Die Operatornorm von {\displaystyle A} ist gleich dem Spektralradius: {\displaystyle \|A\|=\sup\{|\lambda |\colon \lambda \in \sigma (A)\}.} Dabei bezeichnet {\displaystyle \sigma (A)} das Spektrum von {\displaystyle A}.
- Die von {\displaystyle A} erzeugte C*-Algebra und die von {\displaystyle A} erzeugte Von-Neumann-Algebra sind kommutativ. Dieser Sachverhalt ermöglicht einen Funktionalkalkül.
- Die Diagonalisierbarkeit normaler Matrizen in der linearen Algebra verallgemeinert sich auf normale Operatoren in Form des Spektralsatzes.
- Eine Klassifikation normaler Operatoren besteht bzgl. unitärer Äquivalenz modulo kompakter Operatoren, indem man zur Calkin-Algebra übergeht, die im endlich-dimensionalen Fall {\displaystyle \{0\}} ist. Das ist im Artikel zur Calkin-Algebra ausgeführt.
- Ein beschränkter Operator {\displaystyle A} in einem komplexen Hilbertraum lässt sich zerlegen in {\displaystyle A=W_{1}+i\,W_{2}} mit dem „Realteil“ {\displaystyle W_{1}={\tfrac {1}{2}}(A+A^{\ast })} und dem  „Imaginärteil“ {\displaystyle W_{2}={\tfrac {1}{2i}}(A-A^{\ast }).} Dabei sind die Operatoren {\displaystyle W_{i}} selbstadjungiert. {\displaystyle A} ist genau dann normal, wenn {\displaystyle W_{1}W_{2}=W_{2}W_{1}}.

## Verwandte Begriffe
Ein Operator {\displaystyle A\in {\mathcal {L}}(X)} heißt
- quasinormal, falls {\displaystyle A\,\!} mit {\displaystyle A^{\ast }A} vertauscht, das heißt {\displaystyle AA^{\ast }A=A^{\ast }AA}.
- subnormal, falls es einen Hilbertraum {\displaystyle Y} gibt, so dass {\displaystyle X} Unterraum von {\displaystyle Y} ist, und einen normalen Operator {\displaystyle B\in {\mathcal {L}}(Y)}, so dass {\displaystyle B(X)\subset X} und {\displaystyle A=B|_{X}}.
- hyponormal, falls {\displaystyle \|A^{\ast }x\|\leq \|Ax\|} für alle {\displaystyle x\in X}.
- paranormal, falls {\displaystyle \|Ax\|^{2}\leq \|A^{2}x\|\|x\|} für alle {\displaystyle x\in X}.
- normaloid, falls Operatornorm = Spektralradius, d. h.: {\displaystyle \|A\|=\sup\{|\lambda |;\lambda \in \sigma (A)\}}.

Es gelten folgende Implikationen:
normal {\displaystyle \Rightarrow } quasinormal {\displaystyle \Rightarrow } subnormal {\displaystyle \Rightarrow } hyponormal {\displaystyle \Rightarrow } paranormal {\displaystyle \Rightarrow } normaloid.

## Unbeschränkte Operatoren
Ein unbeschränkter Operator {\displaystyle A:D(A)\subseteq X\to X} mit Definitionsbereich {\displaystyle D(A)} heißt normal falls
{\displaystyle \|Ax\|=\|A^{\ast }x\|,\qquad \forall x\in D(A)=D(A^{\ast })}
gilt. Oben genannte äquivalente Charakterisierung der Normalität zeigt, dass es sich um eine Verallgemeinerung der Normalität beschränkter Operatoren handelt. Alle selbstadjungierten Operatoren sind normal, denn für diese gilt {\displaystyle A^{\ast }=A}.